# Nedre Nordströmstjärnen
Nedre Nordströmstjärnen är en sjö i Ljusdals kommun i Hälsingland och ingår i Ljusnans huvudavrinningsområde.